# Liste der Naturdenkmale in Cölbe
Die Liste der Naturdenkmale in Cölbe nennt die im Gebiet der Gemeinde Cölbe im Landkreis Marburg-Biedenkopf in Hessen gelegenen Naturdenkmale.
| Bild            | Bezeichnung                | Ortsteil, Lage                         | Beschreibung | Art        | Nr. |
| --------------- | -------------------------- | -------------------------------------- | --- | ---------- | --- |
| Fotos hochladen | Friedenseiche (Stieleiche) | Schönstadt 50° 53′ 7″ N, 8° 50′ 6,4″ O | Etwa 150 Jahre alter, 24 m hoher Baum gegenüber der Grundschule Schönstadt an der Kreuzung Alte Poststraße/Über den Gärten. | Einzelbaum |     |